# Acher
Acher är en 53 kilometer lång högerbiflod till Rhen i Ortenaukreis, Baden-Württemberg, Tyskland. Den flyter i östlig riktning från nära toppen av Schliffkopf i Schwarzwald, genom Acherdalen mot Rhen mellan floderna Rench i söder och Oos i norr.